# 세바스티안 인그로소
세바스티안 인그로소(Sebastian Ingrosso, 1983년 4월 20일 ~ )는 스웨덴의 음악 프로듀서로, 스웨디시 하우스 마피아의 일원이다.